# سن أوف رامباو (فلم)
سن أوف رامباو (بالإنجليزية: Son of Rambow) هو فيلم بريطاني كوميدي، أُصدر سنة 2007، من إنتاج ويل بولتر وبطولة مجموعة من الممثلين من قبيل سيلفستر ستالون، إدغار رايت، آدم غودلي وغيرهم.

## القصة
يتحدث الفيلم عن قيام مجموعة من الصبية الإنجليز بتقليد شخصية بطل الفيلم رامبو وذلك في أجواء غريبة ومثيرة نوعا ما.
حاز على جائزة الإمبراطورية لأفضل أفلام الكوميديا (بالإنجليزية: Empire Award for Best Comedy) عام 2007 .

## وصلات خارجية
- الموقع الرسمي
- سن أوف رامباو على موقع IMDb (الإنجليزية)
- سن أوف رامباو على موقع ميتاكريتيك (الإنجليزية)
- سن أوف رامباو على موقع روتن توميتوز (الإنجليزية)
- سن أوف رامباو على موقع نتفليكس (الإنجليزية)
- سن أوف رامباو على موقع ألو سيني (الفرنسية)
- سن أوف رامباو على موقع Turner Classic Movies (الإنجليزية)
- سن أوف رامباو على موقع أول موفي (الإنجليزية)
- سن أوف رامباو على موقع بوكس أوفيس موجو (الإنجليزية)
- سن أوف رامباو على موقع فيلمافينيتي (الإسبانية)
- سن أوف رامباو على موقع قاعدة بيانات الأفلام السويدية (السويدية)
- Son of Rambow entry in the 2007 Sundance Film Festival film guide

وصلات تقرير عن الفيلم
- Review from ITV Local Anglia film review show All Angles
- Review at Twitchfilm
- Review نسخة محفوظة 17 مايو 2011 على موقع واي باك مشين. from Times Online